# Ophiorrhiza axillaris
Ophiorrhiza axillaris är en måreväxtart som beskrevs av Henry Nicholas Ridley. Ophiorrhiza axillaris ingår i släktet Ophiorrhiza och familjen måreväxter. Inga underarter finns listade i Catalogue of Life.